# Fogarassy János
Fogarassy János (1784 – Bécs, 1834. december 11.) lembergi tiszteletbeli kanonok.

## Élete
Nagykomjátról származott, a bécsi görögkatolikusoknak a szent Barbara templomában plébánosa volt, és a bécsi magyar ezredeknél szolgált 1814-től.

## Munkái
Origo et formatio linguae Ugoricae-Ungaricae, rectius Magjaricae dictae, historice, philo- et etymologice ac grammatice deducta. Viennae, 1833.
Toldy Ferenc Bibliographiájában 1833-ról (Tud. Tár 1834. 229. l.) említi Fodor Józsefnek Orosz-magyar grammatikáját (orosz nyelven)